# Rampa (revistă)
Rampa a fost o revistă de teatru, muzică, artă și literatură, publicată la București, al cărei prim număr a apărut la 14 octombrie 1911, din inițiativa lui N.D. Cocea și Alexandru Davila, ca organ de informație, de critică și de îndrumare pentru artiști și pentru public, având ca model ziarul teatral Comoedia, care apărea în Franța. Revista și-a încetat apariția în anul 1948.
Din primul număr s-au vândut 3.000 de exemplare și a fost nevoie să se mai tipărească alte 7.000, pentru a putea satisface cererea nesperat de mare.
Între anii 1911 – 1946, Rampa a apărut de șase ori pe săptămână, iar apoi, între 1946 și 1948, săptămânal.
Mult timp, revista Rampa nouă ilustrată a fost singurul cotidian de specialitate din lume.

## Evoluția publicației
Pe toată durata apariției, titlul cotidianului a rămas neschimbat, dar subtitlul a variat, de-a lungul celor patru serii, după cum urmează:

### Prima serie
- Rampa. Teatru, Muzică, Literatură, Artă (1911 – 1913);

### Seria a doua
- După o întrerupere de doi ani (1913-1915), revista apare din nou, cu titlul de Rampa nouă ilustrată. Ziar cotidian (1915 – 1918);
- Rampa. Ziar artistic, teatral, literar, sportiv, cotidian (de la 17 aprilie 1916);
- Rampa. Ziar zilnic de teatru, literatură, artă, muzică și sport (din 28 noiembrie 1918).

### Seria a treia
- A treia serie a apărut în perioada 1919 – 1938 (în 1937, titlul era Rampa),

### Seria a patra
Seria a patra a apărut, după o pauză de șase ani, între 1946 – 1948.
- În primul an al acestei ultime serii titlul cotidianului a fost Rampa. Ziar de teatru, muzică, sport și cinema,
- În 1948 titlul s-a schimbat în Rampa. Revistă săptămânală de teatru, muzică, plastică și cinema.

Între 30 noiembrie 1941 – 16 aprilie 1944, perioadă în care Rampa nu a apărut, a existat o altă publicație, care avea un titlu și un conținut asemănător. Se numea Rampa teatrală și cinematografică, un ziar săptămânal, al cărui director era George Gregorian.

## Directorii publicației
- 1911 – 1913: N. D. Cocea și Al. Davila
- 1915 – 1926: M. Faust-Mohr
- 1927 – 1938: Scarlat Fronda

## Colaboratori
La cele patru serii, în afară de N. D. Cocea, Alexandru Davila, au colaborat numeroase nume celebre, cum ar fi: Gala Galaction, Tudor Arghezi, Emil Isac, Ion Minulescu, Eugen Lovinescu, Liviu Rebreanu, Alexandru Macedonski, Mihail Sorbul, Ioan Alexandru Brătescu-Voinești, Victor Eftimiu, M. Faust-Mohr (care a publicat și sub pseudonimul „Fortunio”), Constantin I. Nottara, Ion Pillat, George Topîrceanu, Camil Petrescu, Benjamin Fundoianu, Eugen Jebeleanu, Mihail Sebastian, en:Andrei Tudor, dar și A. de Herz, Caton Theodorian, actorul I. Livescu.
A apărut, de asemenea, o serie de articole cuprinzând convorbirile lui Mihail Cruceanu, pe teme literare contemporane, cu Ovid Densusianu, Ioan Alexandru Brătescu-Voinești, Mihail Dragomirescu, Dimitrie Anghel, Corneliu Moldovanu, Simion Mehedinți și alții.